# Sceau de la Caroline du Nord
Le grand sceau de la Caroline du Nord fut adopté en 1871 par l'assemblée générale de l'État.
Au centre on peut voir deux femmes : une à droite et une à gauche ; celle de gauche symbolise la liberté, elle tient un bâton avec au bout un bonnet phrygien dans sa main gauche, et dans sa main droite elle porte un parchemin dans lequel apparaît le mot « Constitution ».
La femme de droite porte trois épis de blé et est assise sur une corne d'abondance pour symboliser la fertilité et l'abondance de l'État. Au fond, on peut voir un trois-mâts qui fait allusion au commerce.
Dans la partie supérieure, on peut lire la date 20 mai 1775 et dans la partie inférieure le 12 avril 1776, date des Accords d'Halifax.
Dans la bordure externe on lit la formule latine : esse quam videri (« être plutôt que paraître »).